# Chelsea Hodges
Pour les articles homonymes, voir Hodges.
Chelsea Hodges, née le 27 juin 2001 dans le Queensland, est une nageuse australienne spécialiste de la brasse. 
En 2018, elle participe aux Jeux olympiques de la jeunesse de Buenos Aires et remporte deux médailles d'argent sur 50 m brasse et le relais 4 × 100 m 4 nages avec notamment Kaylee McKeown. Aux Universiade d'été de 2019, elle est médaillée de bronze sur 50 m brasse.
Pour ses premiers jeux aux JO de Tokyo en 2021, elle échoue à un centième pour se qualifier en finale du 100 m brasse mais peut se consoler en participant au sacre de l'équipe australienne sur le 4 × 100 m quatre nages avec ses coéquipières McKeown, McKeon et Campbell, record olympique à la clé.

## Palmarès

### Jeux olympiques
- Jeux olympiques de 2020 à Tokyo :
  -  Médaille d'or du relais 4 × 100 m 4 nages